# العرب في تشاد
العرب في تشاد هم مجموعة عرقية عربية تعيش في شمال ووسط تشاد. يُعتقد أن وجودهم في المنطقة يعود إلى عدة قرون، حيث استقروا وساهموا في التجارة والزراعة والثقافة المحلية.

## التاريخ
بدأ وجود العرب في تشاد منذ العصور الإسلامية المبكرة. كان التجار العرب يسافرون عبر الصحراء الكبرى، حاملين بضائعهم ودينهم الإسلامي. مع مرور الوقت، استقر بعض هؤلاء التجار في المنطقة وأسسوا مجتمعات محلية. كما ساهمت الهجرات من البلدان المجاورة مثل السودان وليبيا في تعزيز الوجود العربي في تشاد.

## الثقافة واللغة
تعتبر اللهجة العربية التشادية الأكثر انتشاراً بين السكان، ينص الدستور التشادي على أن اللغات الرسمية هي اللغة الفرنسية واللغة العربية.
تنتشر القبائل ذات الأصول العربية في معظم أنحاء تشاد، ويشكلون نحو 15% من السكان.
ويتحدث العرب في تشاد باللهجة العربية التشادية، وهي لهجة تتأثر بـالعربية الفصحى واللهجات الإفريقية المحلية. العرب في تشاد ملتزمون بممارسة الشعائر الإسلامية وتقاليدها، مما يبرز دورهم في نشر الثقافة الإسلامية في البلاد.

## الاقتصاد
يعتمد العرب في تشاد بشكل رئيسي على الزراعة والتجارة. يزرعون محاصيل متنوعة مثل الحبوب والخضروات، كما أنهم يلعبون دورًا كبيرًا في تجارة الماشية، والتي تُعد من الصناعات الرئيسية في البلاد.

## التحديات والقضايا
يواجه العرب في تشاد تحديات متعددة تتعلق بالاندماج في المجتمع التشادي، حيث تؤثر الاختلافات العرقية واللغوية على التفاهم الاجتماعي. النزاعات الإقليمية والسياسية في المنطقة أيضًا لها تأثيرات سلبية على الاستقرار الاقتصادي والاجتماعي للمجتمعات العربية.

## وصلات خارجية
- تاريخ العرب في تشاد
- الصراعات وتأثيرها على المجتمعات العربية في تشاد